# Makrana
Makrana è una suddivisione dell'India, classificata come city council, di 83.289 abitanti, situata nel distretto di Nagaur, nello stato federato del Rajasthan. In base al numero di abitanti la città rientra nella classe II (da 50.000 a 99.999 persone).

## Geografia fisica
La città è situata a 27° 3' 0 N e 74° 43' 0 E e ha un'altitudine di 407 m s.l.m..

## Società

### Evoluzione demografica
Al censimento del 2001 la popolazione di Makrana assommava a 83.289 persone, delle quali 43.344 maschi e 39.945 femmine. I bambini di età inferiore o uguale ai sei anni assommavano a 16.656, dei quali 8.528 maschi e 8.128 femmine. Infine, coloro che erano in grado di saper almeno leggere e scrivere erano 45.511, dei quali 28.129 maschi e 17.382 femmine.